# Hydropsyche sciligra
Hydropsyche sciligra là một loài Trichoptera trong họ Hydropsychidae. Chúng phân bố ở miền Cổ bắc.